# Antonio Canevari

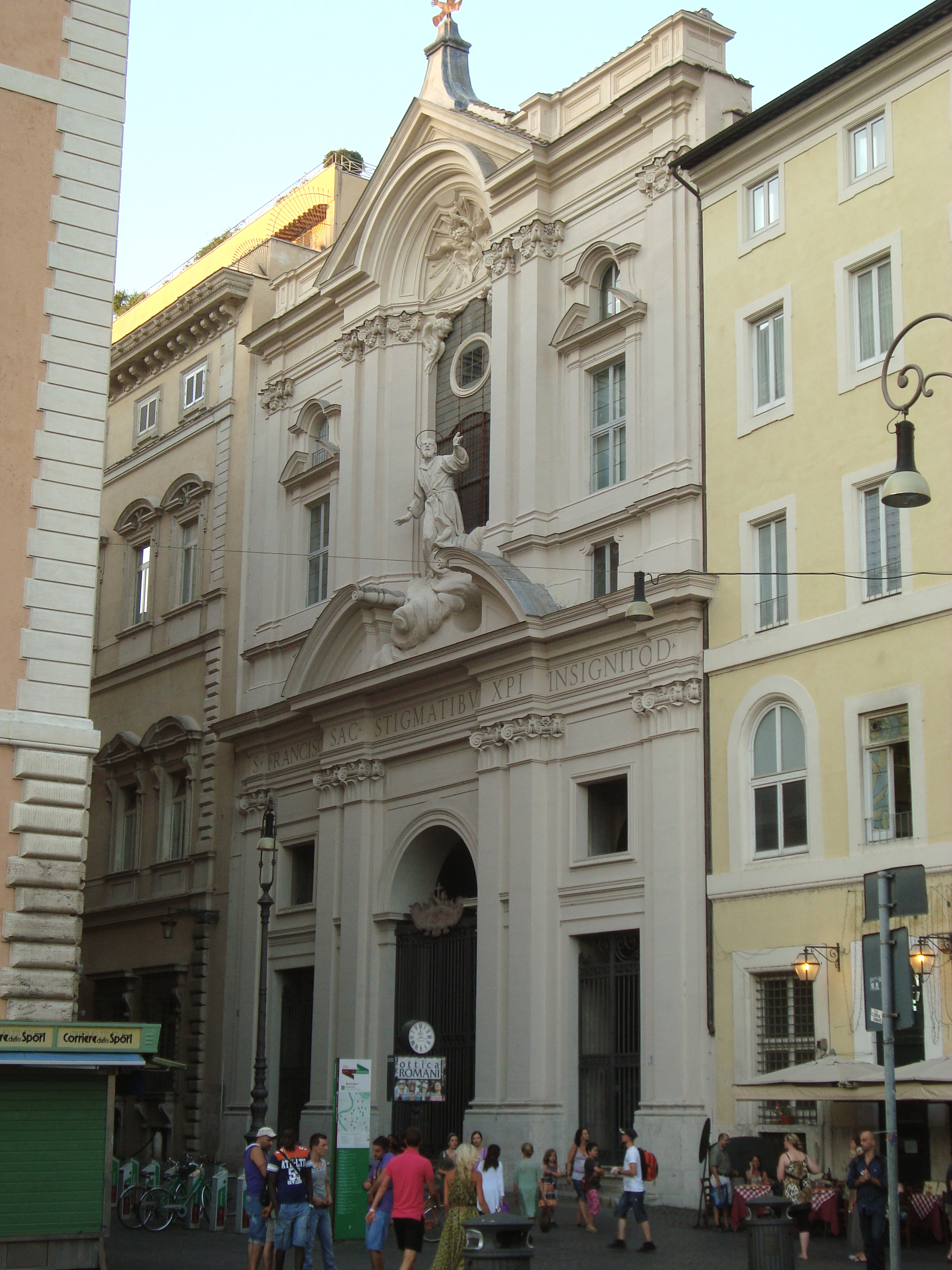
Rom, Santissime Stimmate di San Francesco

Antonio Canevari (* 1681 in Rom; † 1764 in Neapel) war ein italienischer Architekt des  Barock und Klassizismus.
Antonio Canevari erhielt seine Architekturausbildung bei Antonio Caleri in Rom und gewann 22-jährig den Wettbewerb der Accademia di San Luca. Zusammen mit Giovanni Battista Contini errichtete er die Kirche Chiesa delle Stimmate, deren Fassade ihm zugeschrieben wird, und führte die Barockisierung und Innenausstattung der frühchristlichen Kirche Santi Giovanni e Paolo durch.
1725 wechselte er nach Lissabon, wo die meisten seiner Werke beim Erdbeben von 1755 zerstört wurden. Lediglich der von ihm errichtete Aqueduto das Águas Livres überstand das Erdbeben unbeschädigt.
In Neapel errichtete er im Auftrag von Karl III. ab 1738 den Palazzo Reggia di Capodimonte sowie den Palazzo Reggia di Portici. 